# Băcești (okręg Gorj)
Băcești – wieś w Rumunii, w okręgu Gorj, w gminie Stejari. W 2011 roku liczyła 405 mieszkańców.